# Elfriede Haslehner
Elfriede Haslehner-Götz (* 17. Juli 1933 in Wien; † 19. Mai 2025) war eine österreichische Schriftstellerin. 
Elfriede Haslehner wuchs in Mödling bei Wien, im Sudetenland und in der Oststeiermark auf und lebte in Wien und Gänserndorf. Nach einem späten Studium der Philosophie und Germanistik (Abschluss 1985) blieb sie freischaffende Autorin. Sie war Mitbegründerin und fünf Jahre lang Mitarbeiterin des Wiener Frauenverlages. Elfriede Haslehner veröffentlichte hauptsächlich Lyrik, aber auch Prosatexte, Satire und Kabarett. Sie war Mitglied des Österreichischen Schriftstellerverbandes, des  Literaturkreis PODIUM, der Grazer Autorinnen Autorenversammlung und der Österreichische Dialektautor/innen Ö.D.A.

## Auszeichnungen
- 1971: Förderungspreis des Theodor-Körner-Stiftungsfonds 1971
- 1974: 1. Preis beim Lyrikwettbewerb des Wiener Neustädter Kreises
- 1975: Stipendium des Landes Niederösterreich
- 1978: Stipendium des Landes Niederösterreich
- 1979: Staatsstipendium für Literatur des österreichischen Kultusministeriums
- 1990: Förderungspreis des Landes Niederösterreich

## Werke
- 1971 Spiegelgalerie, Lyrik
- 1978 Zwischeneiszeit, Lyrik
- 1980 Nebenwidersprüche, Lyrik und Liedtexte
- 1983 Notwehr, Geschichten und Satiren
- 1992 Außer Sichtweite der Uhren, Haiku
- 1994 Im Zwischendeck, Lyrik
- 2001 laung lem owa ned oed wean, Dialektgedichte
- 2003 Ausgewählte Gedichte
- 2006 Auf Schiene, Lyrik
- 2007 domois und heid, Dialektgedichte